# Chrysina hawksi
Chrysina hawksi är en skalbaggsart som beskrevs av Monzon 2010. Chrysina hawksi ingår i släktet Chrysina och familjen Rutelidae. Inga underarter finns listade i Catalogue of Life.